# 일렉트릭 라이트 오케스트라
일렉트릭 라이트 오케스트라(Electric Light Orchestra, 또는 줄여서 ELO)는 영국 버밍엄 출신의 록 그룹이다. 1971년부터 1986년까지 총 열한장의 스튜디오 앨범을 발표하였다. 1990년부터 1999년까지는 ELO Part II라는 이름으로 활동했으며, 2001년에 한장의 앨범을 더 발매하였다. ELO는 제프 린(Jeff Lynne)이 클래식이 가미된 모던락 팝송을 만들고자 하는 취지로 탄생되었다. 우드가 데뷔 녹음을 끝내고 떠난 뒤, 린이 그룹의 모든 앨범을 작곡, 편곡 및 프로듀싱하였다.
영국에서의 이른 성공에도 불구하고, 밴드는 미국에서 "큰 바이올린들과 함께온 영국 친구들"로 불리며 대성공을 거뒀다. ELO는 영국 본토에서의 미미한 평가에도 불구하고 1970년대 중반에는 전세계 음반시장에서 가장 많은 앨범을 파는 그룹 중 하나가 되었다. 1972년부터 1985년까지는 빌보드 차트에서  ELO는 영국과 미국 양쪽에서 가장 많이 팔린 싱글 40위중 누적 27위를 달성하였고, 영국에서 가장 많이 팔린 싱글 20위중 20위, 그리고 미국에서 가장 많이 팔린 싱글 20위중 15위를 달성하였다. 또한 밴드는 미국 빌보드 핫100 차트에서 단일 싱글로 40위권 이내에 가장 오래 머문 기록을 갖고있다. ELO는 19개의 CRIA, 21개의 RIAA, 그리고 38개의 BPI상을 석권하였고, 앨범 발매후 활동 및 투어 기간 동안 전세계에서 5천만장의 앨범을 판매하였다. 2001년에 ELO가 해체를 선언했다가 2015년에 제프 린이 ELO를 다시 부활했다. 이후 멤버였던 루이스 클락(1947~2021)은 2021년 2월 13일 향년 73세로 세상을 떠났다. 리차드 덴티(1948~2024)는 2024년 5월 1일 향년 76세로 세상을 떠났다.

## 역사

### 1970-1973: 밴드의 탄생과 초기 앨범들
1960년대 말, 더 무브의 기타리스트이자 보컬리스트이며 작곡가이기도했던 로이 우드는 바이올린과 첼로, 더블베이스, 호른과 목관악기를 이용하여 클래식한 사운드의 밴드를 고안했다. 비슷한 버밍험 그룹 디 아이들 레이스의 리더 제프 린이 컨셉에 매우 흥미를 갖으며 그룹이 결성되었다. 

## 밴드 명과 로고
그룹의 명은 초기 앨범의 커버에서 보이는 빛나는 전구와 같은 일렉트릭 라이트라는 말장난을 포함한것 뿐만 아니라 전자(electric) 악기와 함께하는 가벼운 오케스트라(light orchestra)라는 의미 또한 포함하고 있다(1960년대 영국에서 유명해질 때는 적은수의 첼로와 바이올린만이 포함된 오케스트라였다). 1976년 존 코시가 디자인한 공식 밴드로고는 1976년 앨범인 A New World Record에서 처음 선보였으며, 1946년의 벌리처 주크박스 모델 4008 스피커를 본따 만들어졌다. 4008스피커는 벌리처 모델 1015 주크박스의 캐비넷위에 있던 것이다. 밴드의 이전 로고는 유나이티드 아티스트 레코드사에 있던 존 케헤가 제너럴 일렉트릭사의 로고에서 영감을 얻어 디자인하였다. 새로운 로고는 밴드의 차기 앨범에 여러 가지 형태로 변형되어 나왔다. 그 예로, 1977년의 Out of the Blue에서는, 로고가 커다란 커피잔 형태의 우주정거장으로 변형되었고, 오랫동안 밴드와 밀접한 이미지를 갖게 되었다. Discovery앨범에서는, 로고가 작고 빛나는 아티팩트로 나와 보물상자의 맨 위에 올려져있는 것으로 표현됐다. 베이 베이안은 종종 로고를 그의 드럼 킷에 보이도록 하기도 했다.

## 음반 목록
- 《The Electric Light Orchestra (영국반) / No Answer (미국반)》 (1971/1972)
- 《ELO 2 (영국반) / Electric Light Orchestra II / ELO II (미국반)》 (1973)
- 《On the Third Day》 (1973)
- 《Eldorado, A Symphony》 (1974)
- 《Face the Music》 (1975)
- 《A New World Record》 (1976)
- 《Out of the Blue》 (1977)
- 《Discovery》 (1979)
- 《Xanadu》 (1980)
- 《Time》 (1981)
- 《Secret Messages》 (1983)
- 《Balance of Power 》 (1986)
- 《Zoom》 (2001)
- 《Alone in the Universe》 (2015)
- 《From Out of Nowhere》 (2019)